# Спасский, Сергей Сергеевич
Сергей Сергеевич Спасский (25 августа (7 сентября) 1910 — 25 мая 1979) — советский химик, доктор химических наук (1962), профессор (1963). Председатель президиума Уральского филиала Академии наук СССР (1961—1971).

## Биография
Родился 25 августа (7 сентября) 1910 года в селе Воскресенское Сычёвского уезда Смоленской губернии в семье служащего.
В 1934 году окончил химико-технологический факультет Уральского политехнического института им. С. М. Кирова и там же поступил в аспирантуру. В 1938 году защитил кандидатскую диссертацию, в 1939 году получил звание доцента. В 1938—1941 годах преподавал на химико-технологическом факультете Уральского политехнического института. Позднее был на партийной работе.
В 1941—1947 годах занимал должность заведующего промышленным отделом Свердловского обкома партии, активно занимался организацией развёртывания заводов химической промышленности, эвакуированных на Урал во время войны.
С 1947 года работал в Уральском филиале Академии наук СССР ученым секретарём, заместителем председателя президиума УФ АН СССР. С 1948 года заведовал лабораторией высокомолекулярных соединений. В 1962 году защитил докторскую диссертацию, а в 1963 году получил звание профессора. В 1961—1971 годах был председателем президиума УФ АН СССР. Затем работал заместителем председателя УНЦ АН СССР, заведующим сектором химии высокомолекулярных соединений. Деятельность Сергея Спасского во многом способствовала превращению Уральского филиала АН СССР в один из крупнейших научных центров.
Занимался синтезом и изучением реакционной способности ненасыщенных органических и элементоорганических олигомеров. Автор 105 научных работ, имеет 14 авторских свидетельств.
Скончался 25 мая 1979 года в Свердловске. Похоронен на Широкореченском кладбище.

## Награды
- Орден Трудового Красного Знамени
- Орден «Знак Почёта»

## Сочинения
- Кодолов В. И., Спасский С. С. Изучение огнестойкости фосфорсодержащих полимеров. — Труды Ин-та химии Уральск. филиала АН СССР, 1971, вып. 21.
- Володина В. И., Тарасов А. И., Спасский С. С. Полимеризация аллиловых мономеров // Успехи химии. — 1970. — т. 39. - № 2.